# Mohamed Koné (football)
Ne doit pas être confondu avec Mohamed Koné, un autre footballeur ivoirien né en 2002.
Mohamed Koné, né le 28 février 1984 à  Abidjan, en Côte d'Ivoire, est un ancien footballeur ivoirien,.

## Biographie

### Carrière
S'étant démarqué en 2009 en finissant deuxième meilleur buteur avec 14 buts en Première Ligue Thaïlandaise 2009, il intègre le club birman de Yangon United en prêt du club de Première Ligue thaïlandaise Chonburi FC. Selon le fan club de Chonburi, Koné est l'un des meilleurs joueurs de Chonburi de tous les temps, et ils ont été choqués d'apprendre qu'il n'avait jamais joué pour un plus grand club. Il a été associé à un déménagement en Angleterre ou en France, avec l'intérêt signalé de Preston North End et du FC Lorient. En 2014, il joue pour le TOT FC dans la Première Ligue thaïlandaise et effectue fréquemment un moonwalk après avoir marqué des buts.
Son dernier club d'accueil est le Phrae Utd. qu'il rejoint en 2016 et en Janvier 2017 c'est la fin de sa carrière.

## Honneurs
● Krung Thai Bank FC
○ Première Ligue Thaïlandaise: 2003–04
● Chonburi FC
○  Première Ligue Thaïlandaise: 2007
○ Coupe Royale Kor: 2009
● Muang Thong United FC
○ Première Ligue Thaïlandaise: 2010
○ Première Ligue Thaïlandaise: 2012
○ Coupe Royale Kor: 2010